# دوري اسطنبول لكرة القدم 1905–06
دوري اسطنبول لكرة القدم 1905–06 هو موسم من دوري اسطنبول لكرة القدم ‏. فاز فيه Cadi-Keuy F.C. ‏.